# یویا مارتینز
یویا مارتینز (به انگلیسی: Yoya Martínez) ((۲۷ اوت ۱۹۱۲–۱ فوریه ۲۰۰۹) بازیگر زن اهل شیلی بود. مارتینز بیشتر با بازی در نقش هیلدا در سریال تلویزیونی محبوب Los Venegas شناخته شده‌است. یویا نقش هیلدا را از سال ۱۹۸۹ تا ۲۰۰۸ یعنی یکسال قبل از مرگش بازی کرد.